# Карпінтерія (Каліфорнія)
Карпінтерія (англ. Carpinteria) — місто (англ. city) в США, в окрузі Санта-Барбара штату Каліфорнія. Населення — 13 264 особи (2020).

## Географія
Карпінтерія розташована за координатами 34°23′7″ пн. ш. 119°30′3″ зх. д. / 34.38528° пн. ш. 119.50083° зх. д. (34.385291, -119.500858).  За даними Бюро перепису населення США в 2010 році місто мало площу 24,01 км², з яких 6,70 км² — суходіл та 17,32 км² — водойми.

### Клімат
| Клімат : Карпінтерія  | Клімат : Карпінтерія | Клімат : Карпінтерія | Клімат : Карпінтерія | Клімат : Карпінтерія | Клімат : Карпінтерія | Клімат : Карпінтерія | Клімат : Карпінтерія | Клімат : Карпінтерія | Клімат : Карпінтерія | Клімат : Карпінтерія | Клімат : Карпінтерія | Клімат : Карпінтерія | Клімат : Карпінтерія |
| Показник              | Січ.                 | Лют.                 | Бер.                 | Квіт.                | Трав.                | Черв.                | Лип.                 | Серп.                | Вер.                 | Жовт.                | Лист.                | Груд.                | Рік                  |
| Середній максимум, °C | 18,3                 | 18,9                 | 19,4                 | 20,6                 | 21,1                 | 22,2                 | 24,4                 | 25,0                 | 25,0                 | 23,3                 | 21,7                 | 18,9                 | 21,7                 |
| Середній мінімум, °C  | 6,1                  | 7,2                  | 7,8                  | 8,9                  | 10,6                 | 12,2                 | 13,9                 | 14,4                 | 13,3                 | 11,1                 | 8,3                  | 6,1                  | 10,0                 |
| Норма опадів, мм      | 102                  | 99                   | 74                   | 30                   | 10                   | 3                    | 0                    | 0                    | 5                    | 18                   | 38                   | 71                   | 452                  |
| --------------------- | -------------------- | -------------------- | -------------------- | -------------------- | -------------------- | -------------------- | -------------------- | -------------------- | -------------------- | -------------------- | -------------------- | -------------------- | -------------------- |
| Джерело: Weatherbase  |                      |                      |                      |                      |                      |                      |                      |                      |                      |                      |                      |                      |                      |

## Демографія
Згідно з переписом 2010 року, у місті мешкало 13 040 осіб у 4759 домогосподарствах у складі 3141 родини. Густота населення становила 543 особи/км².  Було 5429 помешкань (226/км²).
Расовий склад населення:
| - 71,7 % — білих - 2,3 % — азіатів - 1,1 % — корінних американців - 0,8 % — чорних або афроамериканців - 0,1 % — вихідців з тихоокеанських островів - 19,9 % — осіб інших рас |

До двох чи більше рас належало 4,1 %. Частка іспаномовних становила 48,7 % від усіх жителів.
За віковим діапазоном населення розподілялося таким чином: 21,4 % — особи молодші 18 років, 64,8 % — особи у віці 18—64 років, 13,8 % — особи у віці 65 років та старші. Медіана віку мешканця становила 39,5 року. На 100 осіб жіночої статі у місті припадало 97,2 чоловіків;  на 100 жінок у віці від 18 років та старших — 95,3 чоловіків також старших 18 років.
Середній дохід на одне домашнє господарство  становив 88 832 долари США (медіана — 71 174), а середній дохід на одну сім'ю — 104 571 долар (медіана — 88 395). Медіана доходів становила 51 565 доларів для чоловіків та 48 674 долари для жінок. За межею бідності перебувало 9,3 % осіб, у тому числі 12,3 % дітей у віці до 18 років та 3,2 % осіб у віці 65 років та старших.
Цивільне працевлаштоване населення становило 7249 осіб. Основні галузі зайнятості: освіта, охорона здоров'я та соціальна допомога — 21,0 %, мистецтво, розваги та відпочинок — 13,5 %, науковці, спеціалісти, менеджери — 12,1 %.